# ماك ستوديو
ماك ستوديو هو نموذج جديد من أجهزة كمبيوتر سطح المكتب ماك يعمل على اختيار إم 1 ماكس أو إم 1 إلترا.

## نظرة عامة

### المواصفات
| الموديل                         | أوائل عام 2022 | أوائل عام 2022 |
| العنصر                          | أبل إم 1 ماكس | أبل إم 1 إلترا |
| ------------------------------- | --- | --- |
| تاريخ الإصدار                   | 18 مارس 2022 | 18 مارس 2022 |
| رقم الطلب                       | MJMV3xx/A | MJMW3xx/A |
| السعر الأساسي عند الإطلاق       | 1999 دولار أمريكي | 3,999 دولار أمريكي |
| رقم الموديل                     | TBA | TBA |
| المعالج                         | وحدة معالجة مركزية مع 10 نوى منها 8 نوى أداء ونواتا كفاءة | وحدة معالجة مركزية مع 20 نواة منها 16 نواة أداء و4 نوى كفاءة |
| الذاكرة                         | 32 غيغابايت ذاكرة (ترقية اختيارية 64 غيغابايت وقت الشراء) | 64 غيغابايت ذاكرة (ترقية اختيارية 128 غيغابايت وقت الشراء) |
| الذاكرة                         | ذاكرة موحدة | |
| الرسومات                        | وحدة معالجة رسومات مضمنة 24 نواة من تصميم أبل (قابل للتهيئة حتى 32 نواة وقت الشراء فقط) | وحدة معالجة رسومات مضمنة 48 نواة من تصميم أبل (قابل للتهيئة حتى 64 نواة وقت الشراء فقط) |
| دعم الفيديو                     | يدعم 4 شاشات Pro Display XDR كحد أقصى (بوضوح 6K وتردد 60 Hz مع دعم أكثر من مليار لون) عبر منفذ النمط سي من الناقل التسلسلي العام وشاشة 4K واحدة (بوضوح 4K وتردد 60 Hz مع دعم أكثر من مليار لون) عبر منفذ HDMI | يدعم 4 شاشات Pro Display XDR كحد أقصى (بوضوح 6K وتردد 60 Hz مع دعم أكثر من مليار لون) عبر منفذ النمط سي من الناقل التسلسلي العام وشاشة 4K واحدة (بوضوح 4K وتردد 60 Hz مع دعم أكثر من مليار لون) عبر منفذ HDMI |
| Solid-state drive               | 512 غيغا بايت (يتوفر اختياري 1 أو 2 أو 4 أو 8 تيرابايت في وقت الشراء فقط.) | 1 TB (يتوفر اختياري 2 أو 4 أو 8 تيرابايت في وقت الشراء فقط.) |
| الاتصال                         | شبكة واي-فاي 6 لاسلكية (802.11a/b/g/n/ac/ax) | شبكة واي-فاي 6 لاسلكية (802.11a/b/g/n/ac/ax) |
| الاتصال                         | بلوتوث 5.0 | |
| الاتصال                         | منفذ إيثرنت 10 غيغابايت | |
| التوصيلات والتوسعات             | Thunderbolt 4 (لغاية 40Gb/s) | 6× منفذ الصاعقة 4 (USB-C 4) |
| التوصيلات والتوسعات             | الجيل الثاني من USB 3.1 (لغاية 10Gb/s) | 6× منفذ الصاعقة 4 (USB-C 4) |
| التوصيلات والتوسعات             | 2× USB 3.0 Type-A | |
| التوصيلات والتوسعات             | منفذ HDMI 2.0 | |
| التوصيلات والتوسعات             | فتحة بطاقة SDXC (UHS‑II) | |
| التوصيلات والتوسعات             | مقبس مقاس 3.5 مم لسماعات الرأس | |
| الطاقة                          | 370 واط (الحد الأقصى) | 370 واط (الحد الأقصى) |
| انبعاثات غازات الاحتباس الحراري | 262 كـغ (578 رطل) CO2e | 375 كـغ (827 رطل) CO2e |
| الكتلة                          | 2.7 kg (5.9 pounds) | 3.6 كغ (7.9 رطل) |
| الأبعاد                         | 9.5 سم(الطول) × 19.7 سم (العرض) × 19.7 سم(العمق) | 9.5 سم(الطول) × 19.7 سم (العرض) × 19.7 سم(العمق) |